# Adolf Reichwein
Adolf Reichwein (Bad Ems, 3 ottobre 1898 – Berlino, 20 ottobre 1944) è stato un educatore e membro della resistenza tedesco.

## Biografia
Prese parte da volontario alla prima guerra mondiale, venendo ferito gravemente nel 1917. Figlio di un maestro, studiò storia, filosofia ed economia all'Università di Marburg, laureandosi nel 1923. Nel 1930 fu nominato professore di storia alla Pädagogischen Akademie di Halle; con la salita al potere del Nazismo fu licenziato per motivi politici e lavorò come maestro elementare in un villaggio del Brandeburgo. Acquisì una certa notorietà nel 1937 grazie a Schaffendes Schulvolk ("La scuola creativa"), un saggio che progettava una profonda riforma pedagogica.
Fu legato a vari circoli anti-nazisti e movimenti della resistenza tedesca. Fu arrestato nel luglio 1944, incastrato da un agente della Gestapo che si fingeva attivista comunista. Condannato a morte dal Tribunale del Popolo, fu impiccato il giorno stesso del verdetto.